# モラクセラ・サッカロリティカ
モラクセラ・サッカロリティカ（Moraxella saccharolytica）はシュードモナス目モラクセラ科モラクセラ属の真正細菌である。髄膜炎の児童の脊髄から分離された。